# Friedrich Nüsperli
Friedrich Nüsperli (* 1. August 1803; † 28. Juli 1876) war ein Schweizer Theologe, Lehrer, Pädagoge, Redaktor und Autor.

## Leben und Werk
Nüsperli war der Sohn des Kirchberger Pfarrers Jakob Nüsperli, der als Förderer philanthropischer Bestrebungen und als Politiker zur Zeit der Helvetik bekannt war.
Nüsperli wuchs mit sechs Geschwistern auf und wurde ebenfalls Theologe. Er unterrichtete im Lehrerverein von Aarau und von 1830 bis 1832 in der Armenschule von Philipp Emanuel von Fellenberg in Hofwil. Anschliessend war Nüsperli Pfarrer in Rothenfluh. Nachdem er als solcher 1837 abgewählt worden war, war er als Bezirkslehrer in Waldenburg tätig und legte eine naturkundliche Sammlung an. Da sich Nüsperli und der erste Rektor der Schule H. Hochdörfer, protestantischer Pfarrer aus Bayern, handfeste Auseinandersetzungen lieferten, wurde Hochdörfer mangels Kollegialität von der neuen Schule entlassen.
Zusammen mit seinem Neffen Emil Zschokke, einem Sohn Heinrich Zschokkes spielte Nüsperli eine entscheidende Rolle im «Volksbildungsverein» des Kantons Basel-Landschaft. Als Zschokke 1845 nach Kulm zog, löste sich der Verein auf. Nüsperli gründete 1848 mit Gleichgesinnten den Kantonalen Lehrerverein, von dem er zum Präsidenten gewählt wurde. Am 11. Februar 1849 regte Nüsperli in Bad Bubendorf zu einer «Versammlung schweizerischer Volksschulmänner» an, die in Lenzburg stattfinden sollte. Unter dem Vorsitz von Augustin Keller kam es in der Folge zur Gründung des Schweizerischen Lehrervereins.
Von 1854 bis 1861 war Nüsperli Schulmeister in Böckten und liess sich, bereits 53-jährig, zum Sekretär der kantonalen Finanzdirektion wählen. Im Nebenamt ordnete er zwischen 1863 und 1867 die basellandschaftlichen Archive. Zudem regte Nüsperli an der Lehrerversammlung von 1862 zu einer geschichtlich-geographischen Heimatkunde von Baselland an, die er in der Folge als Chefredaktor führte. Für seine Dienste wurde Nüsperli vom Schweizerischen Lehrerverein mit einem silbernen Becher und einem «Becherlied» von Emil Zschokke ausgezeichnet.
Nüsperli trat 1870 aus dem Staatsdienst aus und lebte mit seiner Frau Anna Barbara, geborene Grundbacher, auf dem Erlenhof bei Thürnen. Ihr zweitältester Sohn war Edmund Nüsperli. Ein weiterer Schwager von Nüsperli war Ernst August Evers.